# 前田山 (高松市)
前田山（まえだやま）は香川県高松市と木田郡三木町の境界に位置する丘陵の総称。複数の起伏のある山が連なっており、最高峰の標高は280.1m。

## 地理
香川県高松市東部と木田郡三木町北部との境界に位置し、高松市側では古高松地区・前田地区・牟礼地区、三木町側では平井地区の各一部である。
高松平野の北東端に位置し、高松市における都市の連続した広がりの終了地点ともなっている。前田山自体は隆起扇状地、段丘、浸食谷などの複雑な地形が入り組む丘陵の総称である。
最高峰はNHKとKSBのテレビ送信所のある標高280.1m地点であるが、その地点も含め突出して高い峰は存在せず、小高く起伏のある丘が連続している。そのため三角点は最高峰も含め5つ設置されており、等級は最高峰が三等、その他が四等である。また、国土地理院発行の地形図には「前田山」という名前は載っていない。

## 放送送信所
この山には全テレビ局の送信所が置かれており、NHK高松は親局、全民放が中継局としてテレビ放送の電波を出している。高松平野のほぼ全域の世帯がこの山にアンテナを向けており、山としてよりむしろの電波送信所の所在地「前田山送信所」としての認識が強く、単に「前田山」というだけで送信所を意味する。
送信所となっている電波塔は2塔あり、南側にある塔からはNHK高松放送局と瀬戸内海放送、北側にある塔からは西日本放送、RSK山陽放送、岡山放送、テレビせとうちの電波が高松都市圏全体へ向け発射されている。地上デジタル放送の送信所もここに設置されている。

## 交通
前田山の上を移動する道路が存在しないため、目的地によって登山口が大幅に異なる。最高峰へ向かう道路は前田地区からの道路が存在し、自動車の通行は可能であるものの幅員が非常に狭く対向は困難である上に、カーブが多く見通しが悪い。なお、この道路はNHK・KSBのテレビ送信所建設の際に作られた道路のため、他の峰など送信所より先に行くことは出来ない（送信所より先は私有地となっていて行き止まりになっている）。
その他、牟礼地区から山上に位置するゴルフ場専用道路でも登ることは出来るが、この道路はゴルフ場の私道であるため、関係者以外の通行は推奨されず、営業時間以外は麓の入口が封鎖される。
この山を迂回する道路としては東西方向が香川県道272号高松志度線、南北方向が香川県道38号三木牟礼線を利用することにより、高松市とさぬき市志度、三木町と高松市牟礼地区間がショートカットできる。県道38号は新立石トンネルによるショートカットであるが、このトンネルが完成する以前に利用されていた旧道は数少ない手彫りトンネルとして有名な立石隧道（通称：中村トンネル）を経由するルートで、その前後の区間も自動車の対向すら困難で狭隘な道路であった。

## 施設
- 前田山送信所
  - NHK高松放送局前田山テレビ放送所
  - 瀬戸内海放送前田山テレビ送信所
  - 西日本放送前田山テレビ放送局（※西日本放送高松局は金甲山送信所=岡山県にある。但し、山陽新聞・四国新聞番組表では前田山送信所は「高松局」、金甲山は「岡山本局」扱いとなっている）
  - RSK山陽放送高松テレビ放送局
  - 岡山放送高松テレビ放送局
  - テレビせとうち高松テレビ放送局
- 屋島カントリークラブ
- 倉田学園（大手前高松中学・高等学校）総合グラウンド